# Yttern, Värmland
Yttern är en sjö i Torsby kommun i Värmland och ingår i Glommas huvudavrinningsområde. Sjön har en area på 0,404 kvadratkilometer och ligger 463,2 meter över havet.

## Delavrinningsområde
Yttern ingår i det delavrinningsområde (673414-132540) som SMHI kallar för Mynnar i Medskogsån. Medelhöjden är 459 meter över havet och ytan är 55,18 kvadratkilometer. Det finns inga avrinningsområden uppströms utan avrinningsområdet är högsta punkten. Dypån som avvattnar avrinningsområdet har biflödesordning 3, vilket innebär att vattnet flödar genom totalt 3 vattendrag innan det når havet efter 28 kilometer. Avrinningsområdet består mestadels av skog (84 procent). Avrinningsområdet har 0,88 kvadratkilometer vattenytor vilket ger det en sjöprocent på 1,6 procent.